# Almagreira (Pombal)
Almagreira é uma povoação portuguesa sede da Freguesia de Almagreira do Município de Pombal, freguesia com 43,18 km² de área e 2774 habitantes (censo de 2021), tendo, por isso, uma densidade populacional de 64,2 hab./km²
Constituiu o reguengo de Abitureiras até ao início do século XIX. Tinha, em 1801, 1447 habitantes.

## Localidades
Almagreira - Assanha da Paz - Barbas Novas - Barros da Paz - Bonitos - Bouça - Canto do Mato - Carrascos - Cavada - Charneca dos Reis - Chãs - Gregórios - Gregórios de Cima - Ladeira - Lagares - Meias Vides - Netos - Paço - Penedos - Pingarelhos - Espinheiras - Pinheiras de Baixo - Pinheiro - Portela - Reguengo - Reis de Baixo - Reis de Cima - S. João da Ribeira - Sazes - Sta. Quitéria - Vale de Asna - Vale Nabal - Vascos

## Demografia
A população registada nos censos foi:
| Distribuição da População por Grupos Etários | Distribuição da População por Grupos Etários | Distribuição da População por Grupos Etários | Distribuição da População por Grupos Etários | Distribuição da População por Grupos Etários |
| -------------------------------------------- | -------------------------------------------- | -------------------------------------------- | -------------------------------------------- | -------------------------------------------- |
| Ano                                          | 0-14 Anos                                    | 15-24 Anos                                   | 25-64 Anos                                   | > 65 Anos                                    |
| 2001                                         | 422                                          | 493                                          | 1569                                         | 591                                          |
| 2011                                         | 403                                          | 271                                          | 1569                                         | 833                                          |
| 2021                                         | 273                                          | 256                                          | 1287                                         | 958                                          |

## História
Constituiu o Reguengo de Abitureiras até ao início do século XIX. Tinha, em 1801, 1.447 habitantes. Esta freguesia foi constituída civilmente a 26 de Junho de 1867, no entanto a sua instituição paroquial deve ser do início do século XVIII. Nos tempos de D. Dinis era uma terra coberta por um denso matagal, o que levou o monarca a dividir o território da actual freguesia em dez colonatos que foram entregues a cultivadores directos que passariam a ser denominados de Almagreiros. A outra ocupação dos habitantes de então era o fabrico de artefactos de madeira de pinho e de objectos de olaria, construindo as suas casas e as diversas capelas com adobes de barro.
Nesta freguesia possuiu uma quinta o célebre historiador João de Barros e na capela desse lugar esculpida na verga da porta, ainda se guarda uma inscrição de 1671. Do final do mesmo século são as duas imagens que existem na igreja, representando Santo António e Santo Amaro. São de madeira, estofadas e pintadas, assentes em duas mísulas. O templo não tem altares laterais e o interior é de uma só nave, coberto de um tecto de esteira, como o da capela-mor.

## Património
- Museu Etnográfico de Almagreira